# Campionato francese di rugby a 15 1972-1973
Il Campionato francese di rugby a 15 1972-1973 fu disputato da 64 squadre divise in 8 gironi di 8 squadre. Le prime 4 di ogni gruppo, per un totale di 32, sono qualificate per la fase ad eliminazione diretta.
Lo Stadoceste tarbais di Tarbes,  battendo l'US Dax in finale, ha conquistato il titolo

## Fase di qualificazione
(Le squadre sono indicate secondo la classifica finale del gruppo di qualificazione. In grassetto le qualificate al turno successivo)
| - AS Béziers - AS Montferrand - Stade bagnérais - FC Lourdes - FC Auch - US Montauban - RC Chalon - Avenir aturin             | - CA Brive - Valence - SC Graulhet - Stade rochelais - Stade montois - SA Mauléon - US Bergerac - Besançon                             | - RC Toulon - La Voulte - US bressane - Boucau stade - Saint-Jean-de-Luz OR - SC Tulle - SO Chambéry - USA Limoges         |
| - RC Narbonne - Biarritz olympique - Castres olympique - CA Bègles - FC Oloron - FC Saint-Claude - UA Gaillac - SA Mérignac   | - SU Agen - FC Grenoble - Saint-Girons SC - Stade dijonnais - Lyon OU - Rodez - Tyrosse RCS - US Romans                                | - US Dax - Stade aurillacois - Stadoceste tarbais - Racing club de France - Mimizan - Montchanin - Condom - Stade poitevin |
| - USA Perpignan - Stade lavelanétien - Aviron bayonnais - Section paloise - RRC Nice - US Marmande - US Quillan - AS Soustons | - Stade beaumontois - ES Avignon Saint-Saturnin - Stade toulousain - RC Vichy - US Fumel Libos - US Carmaux - CA Périgueux - US Cognac | |

## Sedicesimi di finale
(In grassetto le qualificate al turno successivo)
| Squadra 1                 | Squadra 2             | Risultati |
| ------------------------- | --------------------- | --------- |
| Saint-Girons SC           | Stade bagnérais       | 10-20     |
| USA Perpignan             | Stade aurillacois     | 10-6      |
| FC Grenoble               | SC Graulhet           | 4-12      |
| SU Agen                   | Stade dijonnais       | 16-6      |
| Stadoceste tarbais        | Racing club de France | 7-3       |
| RC Narbonne               | US bressane           | 16-9      |
| RC Toulon                 | Stade lavelanétien    | 19-10     |
| La Voulte                 | Castres olympique     | 10-0      |
| CA Brive                  | FC Lourdes            | 28-6      |
| AS Montferrand            | Section paloise       | 29-7      |
| US Dax                    | RC Vichy              | 16-14     |
| Valence                   | Boucau stade          | 9-6       |
| AS Béziers                | CA Bègles             | 26-8      |
| Stade toulousain          | Biarritz olympique    | 30-19     |
| ES Avignon Saint-Saturnin | Aviron bayonnais      | 4-15      |
| Stade beaumontois         | Stade rochelais       | 11-6      |

## Ottavi di finale
(In grassetto le qualificate ai quarti di finale)
| Squadra 1          | Squadra 2         | Risultati |
| ------------------ | ----------------- | --------- |
| Stade bagnérais    | USA Perpignan     | 9-19      |
| SC Graulhet        | SU Agen           | 12-7      |
| Stadoceste tarbais | RC Narbonne       | 12-11     |
| RC Toulon          | La Voulte         | 7-14      |
| CA Brive           | AS Montferrand    | 18-9      |
| US Dax             | Valence           | 34-12     |
| AS Béziers         | Stade toulousain  | 21-12     |
| Aviron bayonnais   | Stade beaumontois | 16-15     |

## Quarti di finale
(In grassetto le qualificate alle semifinali)
| Squadra 1          | Squadra 2        | Risultati |
| ------------------ | ---------------- | --------- |
| USA Perpignan      | SC Graulhet      | 10-3      |
| Stadoceste tarbais | La Voulte        | 15-3      |
| CA Brive           | US Dax           | 10-16     |
| AS Béziers         | Aviron bayonnais | 28-12     |

## Semifinali
(In grassetto le qualificate alla finale)
| Squadra 1     | Squadra 2          | Risultati |
| ------------- | ------------------ | --------- |
| USA Perpignan | Stadoceste tarbais | 0-6       |
| US Dax        | AS Béziers         | 23-3      |

## Finale
| Arbitro: | André Cuny |

| |            | |
| mete: Biescas, Pécune trasf.: Michel 2 c.p.: Michel Drop: Michel | Marcatori  | mete: Arrieumerlou Duclos Drop: Freicha |
| Lucien Abadie, Antoine Marin, Gilbert Verdier, Francis Sénac, Francis Biescas, Claude Cabar, Patrick Leblanc, Christian Paul, Alain Save, Daniel Marty, Jean Sillières, Fernand Marin, Joël Pécune, Jean-Louis Montagne, Georges Michel | Formazioni | Pierre Duclos, Jacques Ibanez, Christian Hoursiangou, Jean-Pierre Bastiat, Bernard Dutin, Yves Courrouy, Gilles Benali, Bernard Vinsonneau, Georges Capdepuy, Patrick Freicha, Bernard Trémont, Jean-Pierre Lux, Philippe Lebel, Michel Arrieumerlou, Jean-Paul Cazenave |